# Helga Németh
Helga Putzlocher Németh (* 7. August 1973 in Nagykanizsa, Ungarn) ist eine ehemalige ungarische Handballspielerin, die dem Kader der ungarischen Nationalmannschaft angehörte.

## Karriere

### Im Verein
Németh spielte anfangs für die ungarische Vereine Olajbányász SE (1983–1989), BHG SE (1989–1991) und TFSE (1991–1993). Die Rückraumspielerin stand in der Spielzeit 1993/94 beim österreichischen Erstligisten Hypo Niederösterreich unter Vertrag, mit dem sie die österreichische Meisterschaft, den ÖHB-Cup sowie die EHF Champions League gewann. Anschließend kehrte die Linkshänderin nach Ungarn zurück und lief für den Erstligisten Dunaferr SE auf, mit dem sie 1995 den Europapokal der Pokalsieger gewann. Zwischen 1997 und 1998 gehörte Németh dem Kader des kroatischen Erstligisten ŽRK Podravka Koprivnica an, mit dem sie das nationale Double gewann.
Nachdem Németh fünf Jahre für den ungarischen Klub Cornexi-Alcoa gespielt hatte, stand sie in der Spielzeit 2003/04 beim dänischen Erstligisten Viborg HK unter Vertrag, mit dem sie die dänische Meisterschaft, den dänischen Pokal sowie den EHF-Pokal gewann. Daraufhin kehrte sie zu Dunaferr zurück. Németh wechselte im Jahr 2005 zu Ferencváros Budapest, mit dem sie 2006 den EHF-Pokal und 2007 die ungarische Meisterschaft gewann. Nachdem Németh in der ersten Saisonhälfte der Spielzeit 2007/08 noch für Ferencváros aufgelaufen war, wechselte sie im Januar 2008 zum ungarischen Drittligisten Érdi VSE. Im selben Jahr stieg sie mit Érdi VSE in die zweithöchste ungarische Spielklasse auf. Während der Saison 2009/10 übernahm Németh zusätzlich das Traineramt und führte das Team in die Erstklassigkeit. In der darauffolgenden Spielzeit war sie nur als Spielerin tätig. Im Jahr 2011 beendete sie ihre Karriere.

### In der Nationalmannschaft
Németh absolvierte 142 Länderspiele für die ungarische Nationalmannschaft, in denen sie 490 Treffer erzielte. Mit der ungarischen Auswahl gewann sie die Silbermedaille bei der Weltmeisterschaft 1995, die Bronzemedaille bei den Olympischen Spielen 1996 und die Bronzemedaille bei der Europameisterschaft 1998.

### Nach der aktiven Karriere
Németh trainierte nach ihrem Karriereende die ungarische Jugendnationalmannschaft. Weiterhin betreute sie eine Jugendmannschaft von Érdi VSE. Im Jahr 2014 übernahm sie die Drittligamannschaft von Pázmánd-Gárdony NKK, die im Jahr 2016 unter ihrer Leitung aufstieg. Im Winter 2016/17 verließ sie den Verein.